# UFC 99
UFC 99: The Comeback foi um evento de artes marciais mistas promovido pelo Ultimate Fighting Championship, ocorrido em 13 de junho de 2009 na Lanxess Arena em Colônia, Alemanha. Foi o primeiro evento do UFC realizado no país, bem como o primeiro em algum país europeu não pertencente ao Reino Unido.
Devido ao sucesso de público, mesmo com as severas críticas da impressa local, os organizadores realizaram uma nova edição no país em 2010.

## Bônus da Noite
Lutadores receberam um bônus de US$ 60.000
- Luta da noite:  Rich Franklin vs.  Wanderlei Silva
- Nocaute da Noite:  Mike Swick
- Finalização da noite:  Terry Etim